# Rättsodontologi
Rättsodontologi är en gren av rättsmedicinen där man fokuserar på munhålan. Undersökningarna genomförs av rättsodontologer, vilka är tandläkare. Det som främst förknippas med rättsodontologin är identifiering av personer där kroppen skadats eller förmultnat så pass mycket att det inte går att identifiera individen på utseendet. Rättsmedicinalverket klassar säkerheten på samma nivå som DNA-analyser eller fingeravtryck. 
Första kända fallet av tandläkare har använts i brottmål kommer från 1934 då en tandläkare konsulterades om en misstänkt hade begått dråp eller mord, vilket avgjordes på att den misstänkte hade fått tänderna utslagna vid brottstillfället och därmed försvarat sig själv.
Rättsodontologer organiseras under Svensk Rättsodontologisk Förening sedan 1979.
Följande uppgifter faller under rättsodontologin och rättsodontologer:
- Identifiering av personer som inte kan identifieras visuellt.
- Upprätthålla register på försvunna personer, samt okända döda.
- Samarbete med Interpol, till exempel för att identifiera svenskar som dött utomlands.
- Åldersbedöma personer där ålder inte är känd, till exempel flyktingbarn inför skolstarten eller vid arkeologiska utgrävningar.
- Bitmärkesanalyser i polisutredningar.
- Trauma mot ansiktet för polisutredningar.
- Utfärdande av rättsintyg.
- Expertvittnen i rättegångar.

## Kända fall inom svensk rättsodontologi
- Av tsunamikatastrofen 2004 års svenska offer identifierades 95% av rättsodontologer.
- Professor Gösta Gustafson var försvarets expertvittne i rättegången där paret Chamberlain friades från misstankarna angående mordet på deras baby. Fallet är känt eftersom föräldrarna hävdade att babyn tagits av dingor, vilket den rättsodontologiska undersökningen visade kunde ha hänt.